# Czernyszewskaja
Czernyszewskaja (ros. Черныше́вская) – dziewiąta stacja linii Kirowsko-Wyborskiej, znajdującego się w Petersburgu systemu metra.

## Charakterystyka
Stacja Czernyszewskaja została oficjalnie uruchomiona 1 września 1958 roku i jest to stacja skonstruowana w typie pylonowym. Autorami projektu architektonicznego stacji są: A. W. Żuk (А. В. Жук), S. G. Majofis (С. Г. Майофис), A. S. Gieckin (А. С. Гецкин) i W. P. Szuwałowa (В. П. Шувалова). Pierwsze plany nie zakładały lokalizacji stacji tego typu w tej części miasta, lecz bliżej ulicy Czajkowskiego, miała ona też nosić nazwę Czajkowskaja (Чайковская). Założenia te zostały jednak zmodyfikowane. Po ustaleniu nowej lokalizacji, by utworzyć potrzebne miejsce, władze zdecydowały się wyburzyć jeden z budynków, pochodzący z przełomu XIX i XX wieku. Początkowo stacja miała nosić nazwę Kirocznaja (Кирочная), od dawnej nazwy pobliskiej ulicy Sałtykowa-Szczedrina, lecz ostatecznie zdecydowano się jednak na Czernyszewską. Swą nazwę wzięła ona od pobliskiego prospektu Czernyszewskiego. Tym samym została związana z osobą Nikołaja Czernyszewskiego, co uwzględnione zostało w wystroju. W czasie budowy pojawiły się problemy techniczne, co o kilka miesięcy opóźniło oddanie jej do użytku. Jej dekoracje związane są z rosyjskim ruchem rewolucyjno-robotniczym. Posadzki wykonano z szaro-białego granitu, których płyty ułożono w taki sposób, by nadać podłodze formę szachownicy. Pylony i ściany wyłożone zostały marmurem o barwie biało-szarej. Sklepienie pomalowano na biało i nadano mu postać półkolistą, całość oświetlają lampy umieszczone nad przejściami między pylonami. Ściany przy torach w barwach bieli i czerni. Stację ozdabia relief z profilem Nikołaja Czernyszewskiego. Jej styl określany jest jako przejściowy między architekturą w stylu Józefa Stalina a Nikity Chruszczowa.
Czerynszewskaja położona jest na głębokości 70 metrów, co czyni ją jedną z najgłębszych stacji zarówno w Petersburgu jak i na świecie. W latach 2002–2003, by uświetnić trzechsetną rocznicę założenia miasta, przeprowadzono jej gruntowny remont. Odcinek między Czernyszewską i Płoszczadzią Lenina był pierwszym w mieście przebiegającym pod nurtem Newy. Ruch pociągów na stacji odbywa się od godziny 5:48 do godziny 0:25 i w tym czasie jest ona dostępna dla pasażerów.